# Marjan Mesec
Marjan Mesec (* 14. August 1947 in Kranj) ist ein ehemaliger jugoslawischer Skispringer.
Mesec gab am 1. Januar 1968 sein internationales Debüt beim Neujahrsspringen zur Vierschanzentournee 1967/68. Bei den Olympischen Winterspielen 1968 in Grenoble sprang er von der Normalschanze mit Sprüngen von 73,5 und 69,0 Metern auf den 38. Platz. Ein Jahr später bei der Vierschanzentournee 1968/69 konnte er sich mit dem 39. Platz erstmals in der Gesamtwertung der Tournee platzieren. 1971 gewann Mesec die Schwarzwälder Springertournee auf den Adlerschanzen Schönwald.
Bei den Olympischen Winterspielen 1972 in Sapporo sprang er von der Normal- wie auch von der Großschanze auf den 37. Platz. Auf der Großschanze war er dabei punktgleich mit dem Norweger Bjørn Wirkola. Bei der kurz darauf stattfindenden Skiflug-Weltmeisterschaft 1972 in Planica kam er am Ende mit 328,5 Punkten auf den 19. Platz.
Nach der Vierschanzentournee 1973/74, bei der er nur noch hintere Plätze erreichte, beendete er seine internationale Karriere.